# Guitar Battle
Guitar Battle foi um projeto musical liderado pelo guitarrista Al Pitrelli no qual foram reunidos 8 guitarristas de renome para gravar um álbum musical. O álbum foi lançado em 1997 pelo selo Victor Records.

## Créditos Musicais
| em ordem alfabética - Al Pitrelli (Alice Cooper, Danger Danger, Megadeth, Savatage, Trans-Siberian Orchestra) - Andy Timmons (Danger Danger, Andy Timmons Band) - Brad Gillis (Night Ranger) - George Lynch (Dokken, Lynch Mob) - John Petrucci (Dream Theater, Liquid Tension Experiment) - Michael Lee Firkins (Michael Lee Firkins Band) - Reb Beach (Winger, Dokken, Whitesnake) - Steve Morse (Dixie Dregs, Steve Morse Band, Kansas, Deep Purple) | - Baixo Elétrico – Danny Miranda (Blue Öyster Cult) - Baterias, percussão, Membranofone – John O. Reilly |

## Faixas
| N.º            | Título | Compositor(es)                        | Duração |  |
| 1.             | "Train Kept A-Rollin'" - 0.00 - 0.22 - Al Pitrelli - 0.23 - 0.44 - Steve Morse - 0.45 - 2.07 - George Lynch - 2.08 - 2.22 - Al Pitrelli - 2.23 - 2.47 - Steve Morse - 2.47 - 3.55 - Michael Lee Firkins - 3.55 - 4.27 - Al Pitrelli & Michael Lee Firkins - 4.28 - 5.20 - Al Pitrelli - 5.31 - 6.07 - Steve Morse - 6.08 - 7.21 - Reb Beach" | Tiny Bradshaw / Howie Kay / Lois Mann | 7:21    |  |
| 2.             | "Something" - 0.00 - 0.44 - Al Pitrelli - 0.44 - 1.20 - Brad Gillis - 1.20 - 1.58 - Steve Morse - 1.58 - 2.26 - Brad Gillis - 2.27 - 3.05 - Michael Lee Firkins - 3.05 - 3.34 - Reb Beach - 3.35 - 4.13 - John Petrucci - 4.15 - 5.35 - Steve Morse" | George Harrison                       | 5:35    |  |
| 3.             | "Memphis" - 0.00 - 0.54 - Michael Lee Firkins - 0.54 - 1.13 - Andy Timmons - 1.14 - 1.23 - Michael Lee Firkins - 1.24 - 1.44 - Steve Morse - 1.45 - 2.22 - Brad Gillis - 2.22 - 2.39 - Andy Timmons - 2.39 - 3.35 - Michael Lee Firkins - 3.35 - 4.09 - Steve Morse - 4.09 - 4.42 - Andy Timmons - 4.42 - 4.51 - Michael Lee Firkins - 4.52 - 4.56 - Steve Morse - 4.57 - 5.02 - Brad Gillis - 5.02 - 5.05 - Andy Timmons - 5.05 - 5.09 - Michael Lee Firkins - 5.10 - 5.14 - Brad Gillis - 5.15 - 5.25 - Andy Timmons" | Chuck Berry                           | 5:25    |  |
| 4.             | "Purple Rain" - 0.00 - 1.03 - John Petrucci - 1.04 - 1.38 - Al Pitrelli - 1.39 - 2.05 - Andy Timmons - 2.06 - 2.12 - Andy Timmons & Al Pitrelli - 2.13 - 2.46 - Brad Gillis - 2.46 - 3.13 - John Petrucci - 3.14 - 3.20 - John Petrucci & Brad Gillis - 3.21 - 4.25 - Brad Gillis - 4.26 - 5.01 - Andy Timmons - 5.02 - 5.35 - Al Pitrelli - 5.36 - 6.44 - John Petrucci - 6.45 - 7.11 - Al Pitrelli - 7.12 - 9.12 - Andy Timmons, John Petrucci, Brad Gillis a Al Pitrelli"                                            | Prince                                | 9:12    |  |
| 5.             | "Mambo King" - 0.00 - 0.16 - Al Pitrelli - 0.16 - 0.34 - Andy Timmons - 0.35 - 0.54 - Al Pitrelli - 0.55 - 1.16 - Andy Timmons - 1.17 - 1.34 - Andy Timmons & Al Pitrelli - 1.35 - 2.20 - Al Pitrelli - 2.21 - 3.07 - Brad Gillis - 3.08 - 3.27 - Andy Timmons - 3.28 - 4.16 - Reb Beach - 4.17 - 4.54 - Al Pitrelli" | Al Pitrelli                           | 4:54    |  |
| 6.             | "Birdland - 0-16 - 0.33 - Michael Lee Firkins - 0.34 - 0.39 - George Lynch - 0.40 - 1.56 - Reb Beach - 1.57 - 2.08 - George Lynch - 2.09 - 2.18 - Michael Lee Firkins - 2.19 - 2.57 - Reb Beach - 2.58 - 4.06 - George Lynch - 4.07 - 4.22 - Michael Lee Firkins - 4.23 - 4.34 - John Petrucci - 4.35 - 5.22 - George Lynch - 5.23 - 6.14 - Michael Lee Firkins - 6.15 - 7.04 - George Lynch, John Petrucci, Michael Lee Firkins a Reb Beach"                                                                           | Josef Zawinul                         | 7:04    |  |
| Duração total: | Duração total: | Duração total:                        | 39:34   |  |